# Catharodesmus discrepans
Catharodesmus discrepans är en mångfotingart som först beskrevs av Filippo Silvestri 1895.  Catharodesmus discrepans ingår i släktet Catharodesmus och familjen Chelodesmidae. Inga underarter finns listade i Catalogue of Life.